# خداحافظ آقای چیپس
خداحافظ آقای چیپس (انگلیسی: Goodbye, Mr. Chips) رمانی از جیمز هیلتون است. این کتاب در ژوئن ۱۹۳۴ در کشور آمریکا و در اکتبر ۱۹۳۴ در بریتانیا منتشر شده است

## داستان
آرتور چیپینگ" (اوتول)، معروف به "چیپس"، معلم مدرسه خجالتی اما متعهد مدرسه دولتی بروکفیلد انگلستان، نگاهی به سرخوردگی‌های سال تحصیلی گذشته می‌اندازد و کینه‌توزی‌های دانش‌آموزانش را به خاطر می‌آورد. با شروع تعطیلات، یکی از شاگردان سابقش او را به یک موزیک هال در لندن می‌برد، و آن‌جا با آوازخوانی به‌نام "کاترین بریجز" (کلارک) آشنا می‌شود. در یک گردش روز تعطیل در خرابه‌های پمپی، دوباره "کاترین بریجز" (کلارک) آشنا می‌شود. در یک گردش روز تعطیل در خرابه‌های پمپی، دوباره "کاترین" را می‌بیند و به‌عنوان راهنما همراهی‌اش می‌کند. آن دو با وجود تفاوت‌های شخصیتی، دل‌باخته یکدیگر می‌شوند وازدواج می‌کنند، و این کار تمام اهالی بروکفیلد را شگفت‌زده می‌کند. حامی مدرسه، "لرد ساترویک" (بیکر)، که از گذشته پرفراز و نشیب "کاترین" با خبر است، "آقای چیپس" را تهدید می‌کند که شغلش را از او می‌گیرد، اما وقتی "کاترین" با خبر است، "آقای چیپس" را تهدید می‌کند که شغلش را از او می‌گیرد، اما وقتی "کاترین"، "اورسولا" (فیلیپس) محبوبه سابق "ساترویک" را به جشن سالگرد افتتاح مدرسه دعوت می‌کند، جا می‌زند. این دو سال‌ها کنار هم زندگی می‌کنند، و حتی از دست دادن پست ریاست مدره هم نارحت‌شان نمی‌کند. در آخرین سال جنگ جهانی دوم، "چیپس" ریاست مدرسه را بر عهده می‌گیرد اما پیش از آن‌که بتواند خبر را به "کاترین" بگوید، او در جریان بمباران آلمانی‌ها کشته می‌شود. به‌زودی "چیپس" بازنشسته می‌شود و سال‌های آخر زندگی‌اش را نزدیک مدرسه بروکفیلد می‌گذراند